# Lámpara

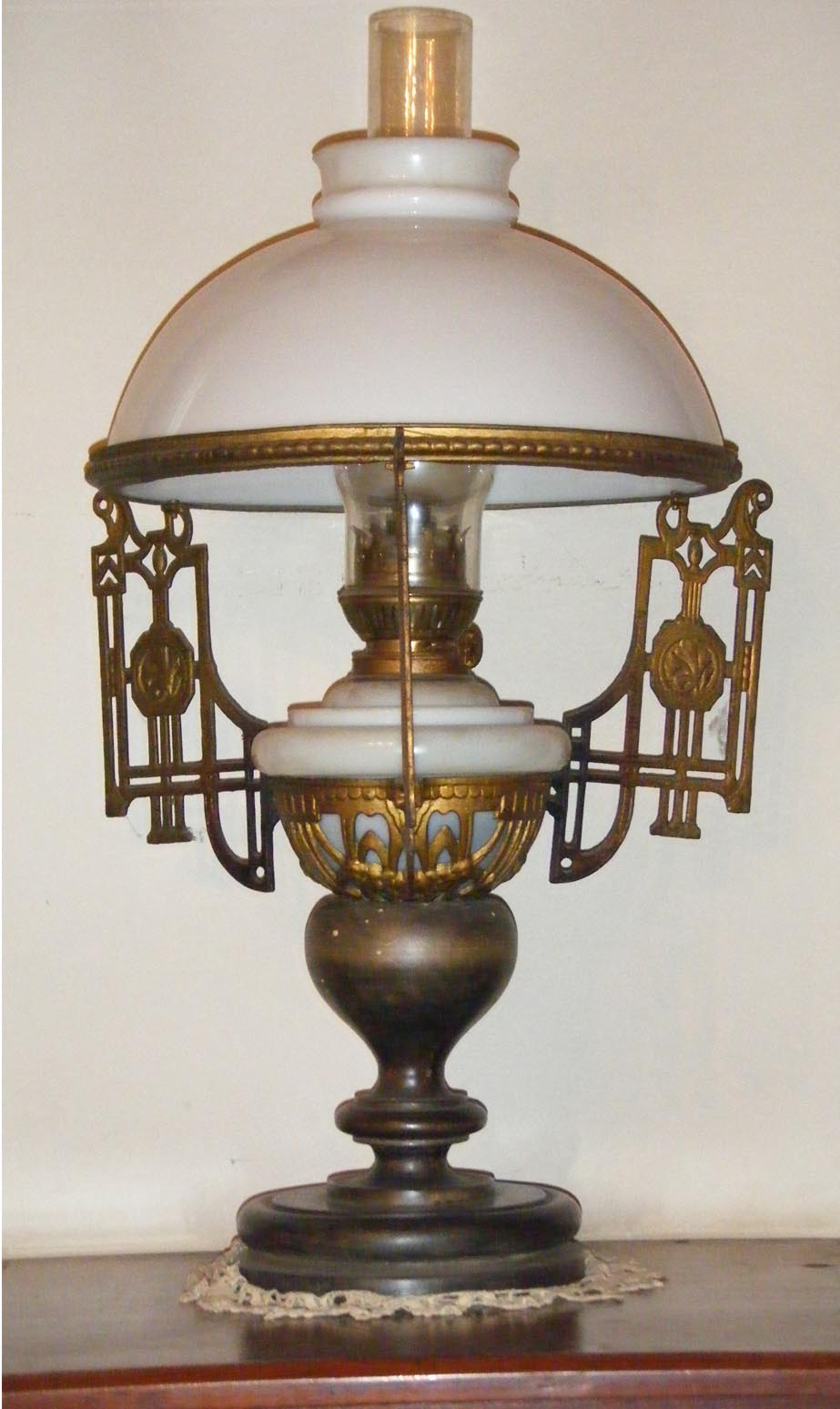
Lámpara de petróleo

Las lámparas son dispositivos que transforman una energía eléctrica incluso química en energía lumínica. Desde un punto de vista más técnico, se distingue entre dos objetos: la lámpara es el dispositivo que produce la luz, mientras que la luminaria es el aparato que le sirve de soporte.
Según esta última definición, la luminaria es responsable del control y la distribución de la luz emitida por la lámpara. Es importante, pues, que en el diseño de su sistema óptico se cuide la forma y distribución de la luz, el rendimiento del conjunto lámpara-luminaria y el deslumbramiento que pueda provocar en los usuarios. Otros requisitos que deben cumplir las luminarias es que sean de fácil instalación y mantenimiento. Para ello, los materiales empleados en su construcción han de ser los adecuados para resistir el ambiente en que deba trabajar la luminaria y mantener la temperatura de la lámpara dentro de los límites de funcionamiento. Además, las luminarias que funcionan con electricidad, deben presentar una serie de características para la seguridad de los usuarios frente a los contactos eléctricos. Todo esto sin perder de vista aspectos no menos importantes como la economía o la estética.
Entonces la lámpara es un aparato inteligente que ayuda a iluminar un espacio

## Historia

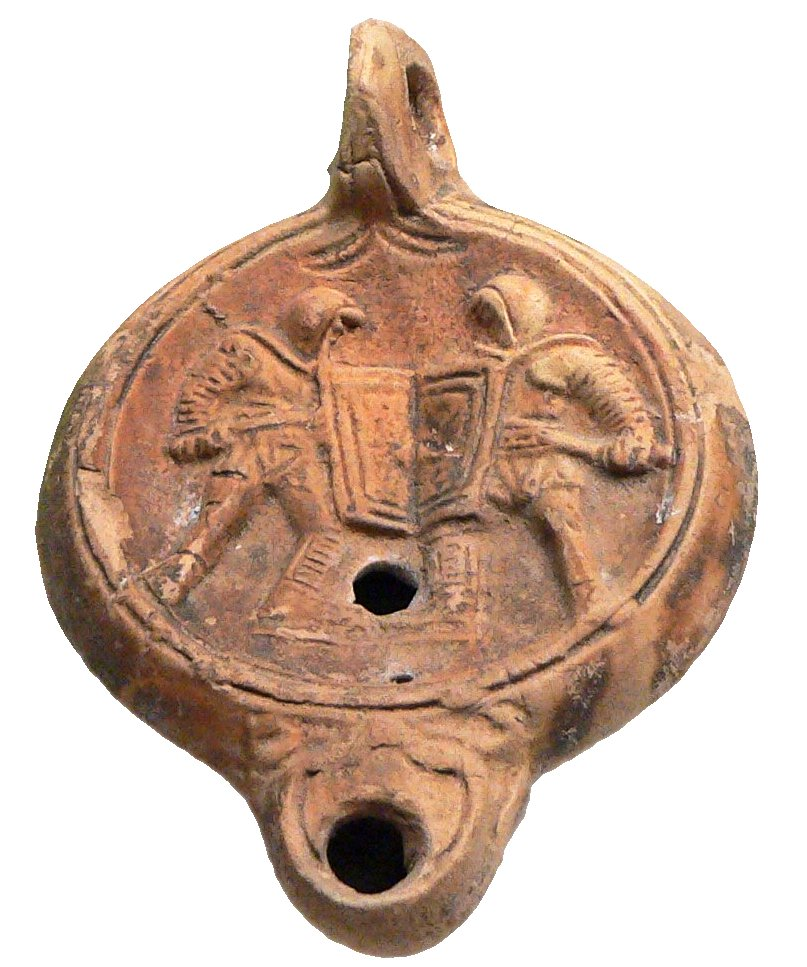
Lámpara de barro.

### Lámparas antiguas
Antes de la invención de la luz eléctrica, las lámparas eran recipientes que contenían un líquido oleoso, que se hacía arder por medio de una mecha. El descubrimiento de la mecha (fibra de material combustible sumergida en grasa) se pierde en la oscuridad de los tiempos (se usaba ya en el neolítico superior). Con este descubrimiento nace la lámpara primitiva, que se reducía a una escudilla de piedra con una ranura para la mecha, hecha de musgo y una empuñadura para mantener la mano lejos de la llama. De este tipo de lámparas se han hallado varios ejemplares del Neolítico. Estas lámparas de piedra siguen usándose por algunos pueblos primitivos como los esquimales aleutas de Alaska, usando como combustible aceite de ballena.
Los pueblos mediterráneos empleaban conchas marinas en el cuarto milenio a. de J.C. En los tiempos homéricos se colocaban sobre altos postes, braseros que se alimentaban con leña y astillas. Este tipo de brasero colgante se emplea en la India para ceremonias religiosas.

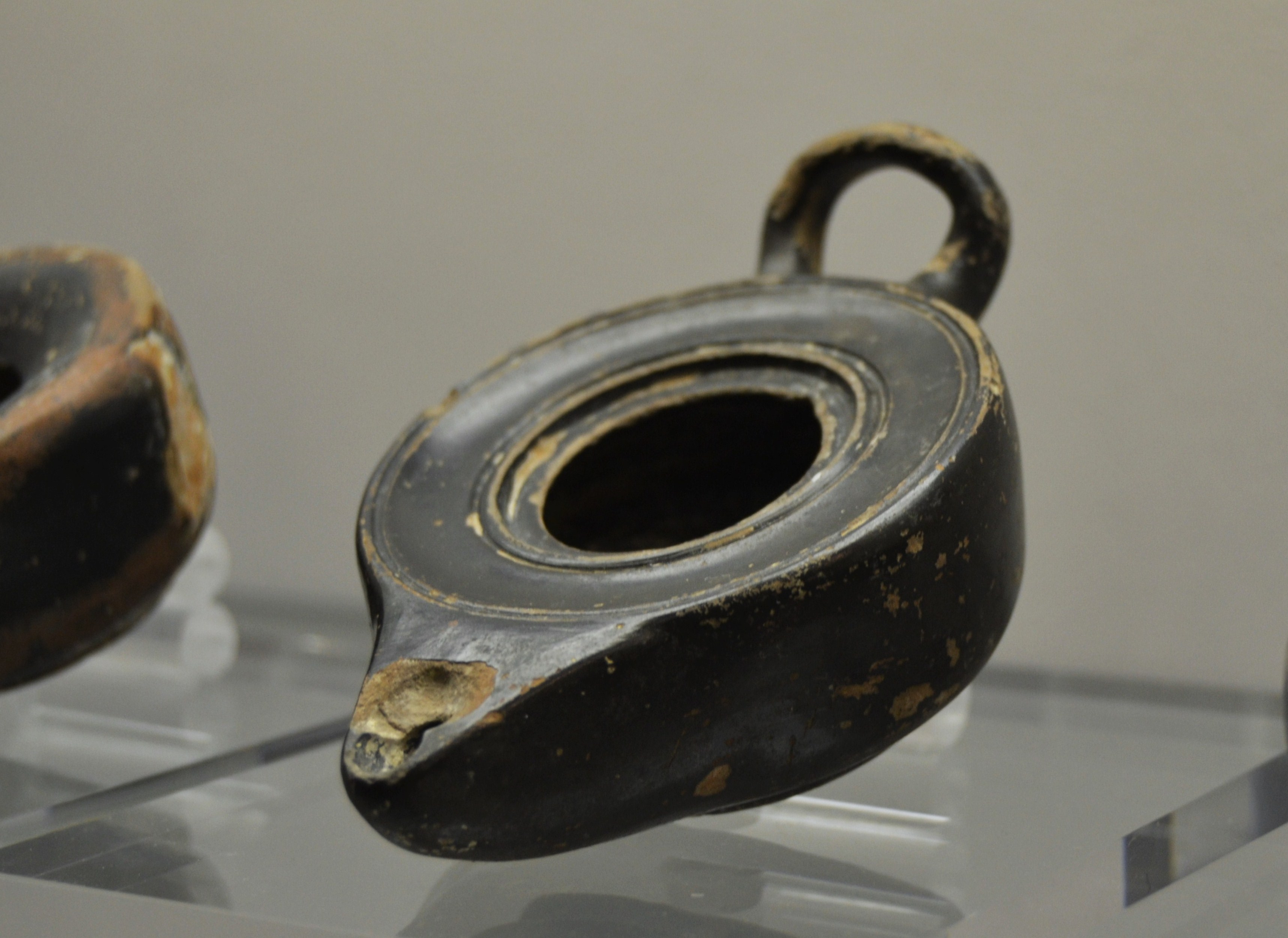
Lámpara griega,

Las lámparas griegas y romanas tienen su origen en Egipto, el tipo más primitivo consiste en un recipiente más o menos circular, con un mango y decorado con rayas, palmetas y dibujos similares. Otras eran abiertas y se llenaba de aceite o de grasa y sobre su superficie flotaba la mecha (llamada lamparilla), generalmente perforando un material flotante (corcho) para mantenerla vertical.
La lámpara romana tenía dos orificios. El del centro era para rellenarlo de combustible y en diametral-mentalmente opuesto otro, generalmente en forma de pico, por el que salía la mecha. Se decoraban más elaboradamente, con imágenes mitológicas, con forma de animales o busto humano, recibiendo unas y otras el nombre de lychnos entre los griegos y lucerna entre los romanos.
Aunque en Oriente se daba preferencia a la vela, en la zona se desarrolló una lámpara de aceite en forma de plato con pie labrado.
Se conocen de todas las civilizaciones de la antigüedad y de variadísimas formas destacando por su número y perfección artística en su figura y relieves las griegas y las romanas. Las de barro cocido tienen la forma redonda u oval, con elegante asa y uno o más picos si están cerradas o con los bordes algo doblados u ondulados si son abiertas (siendo éstas generalmente fenicias), pero la de bronce presenta formas ondeadas o prolongadas con variedad de apéndices ornamentales y a veces con incrustaciones de plata u oro estando a menudo dispuestas para la suspensión (lucerna pensil) con cadenillas. Las árabes, pequeñas, de bronce o de barro cocido, se distinguen por su elevación y su pico muy prolongado y ofrecen escaso gusto mientras que las de forma de gran vaso de bronce llevan múltiples adornos arabescos y rematan en cubiertas caladas que se suspenden de lo alto.

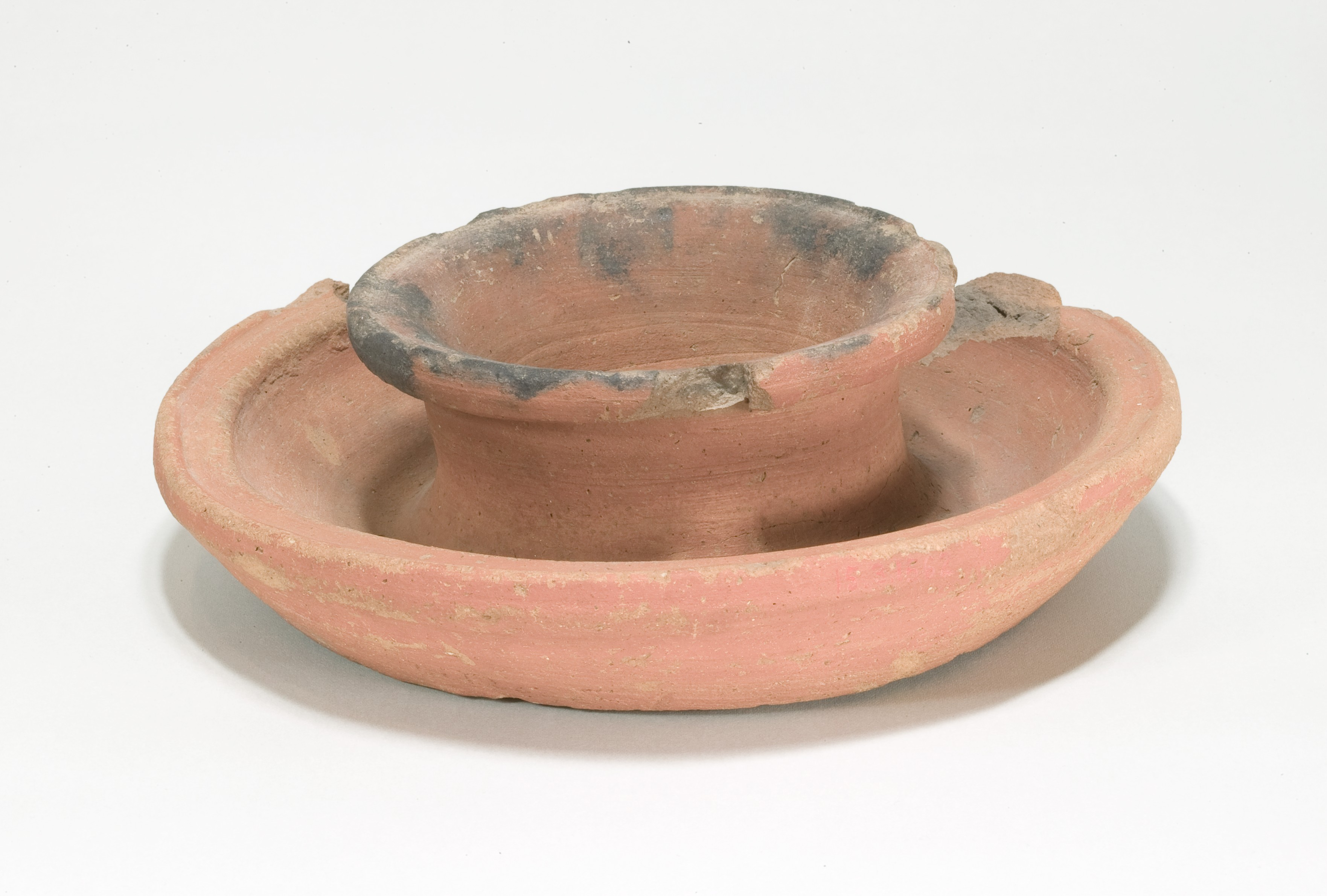
Lámpara egipcia, s. XX-XVII adC
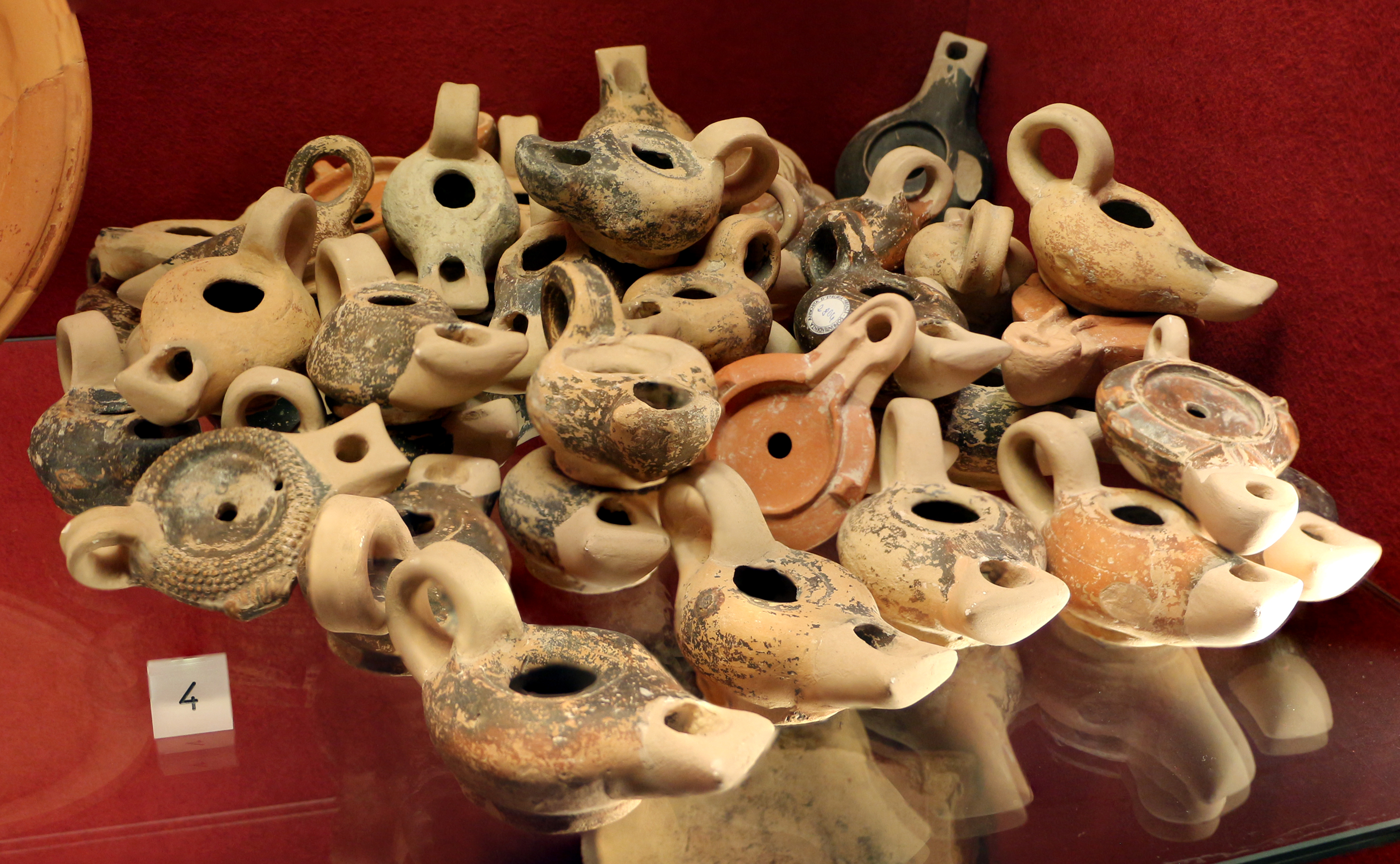
Lámparas etruscas
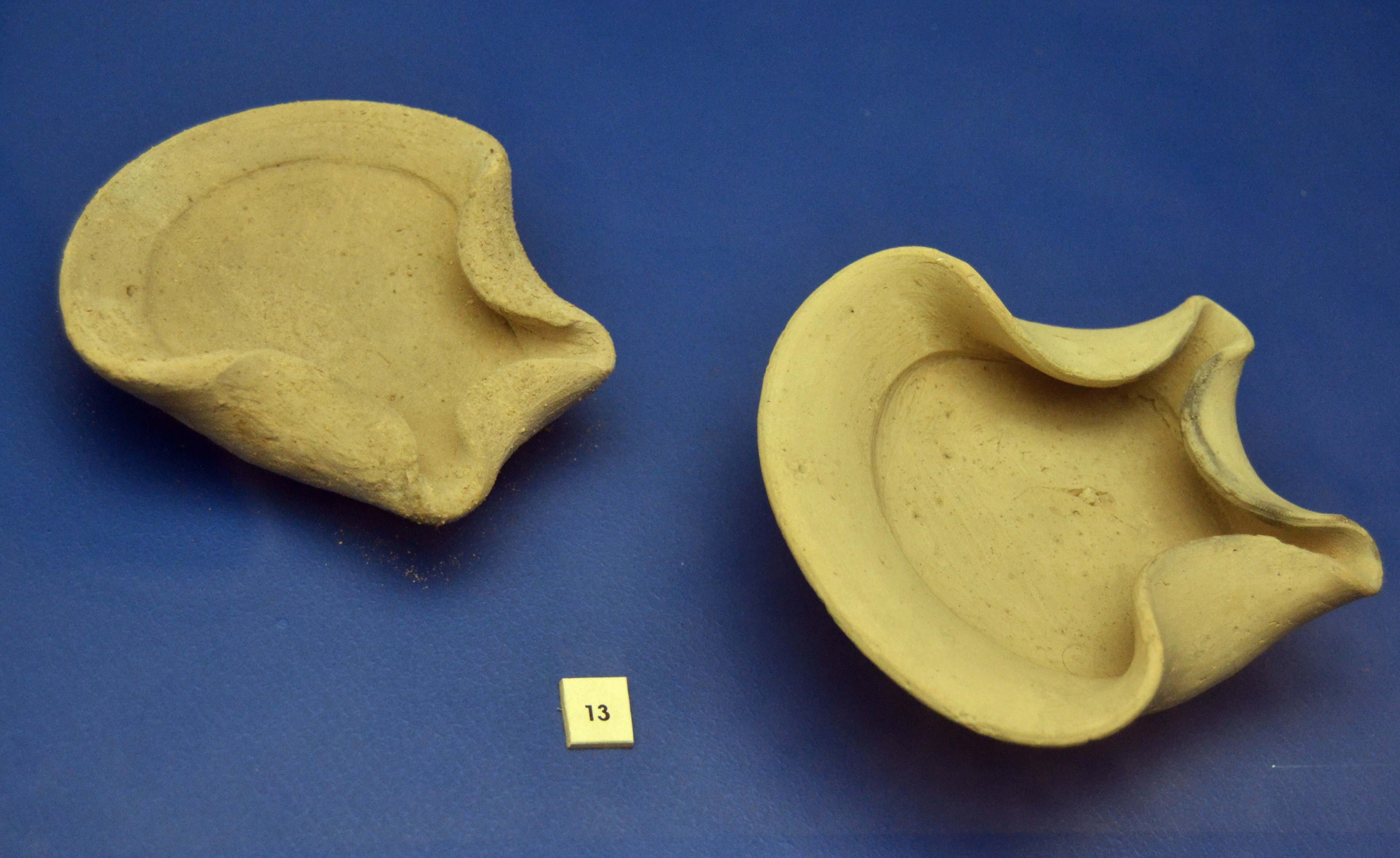
Lámparas púnicas, s. V-III adC
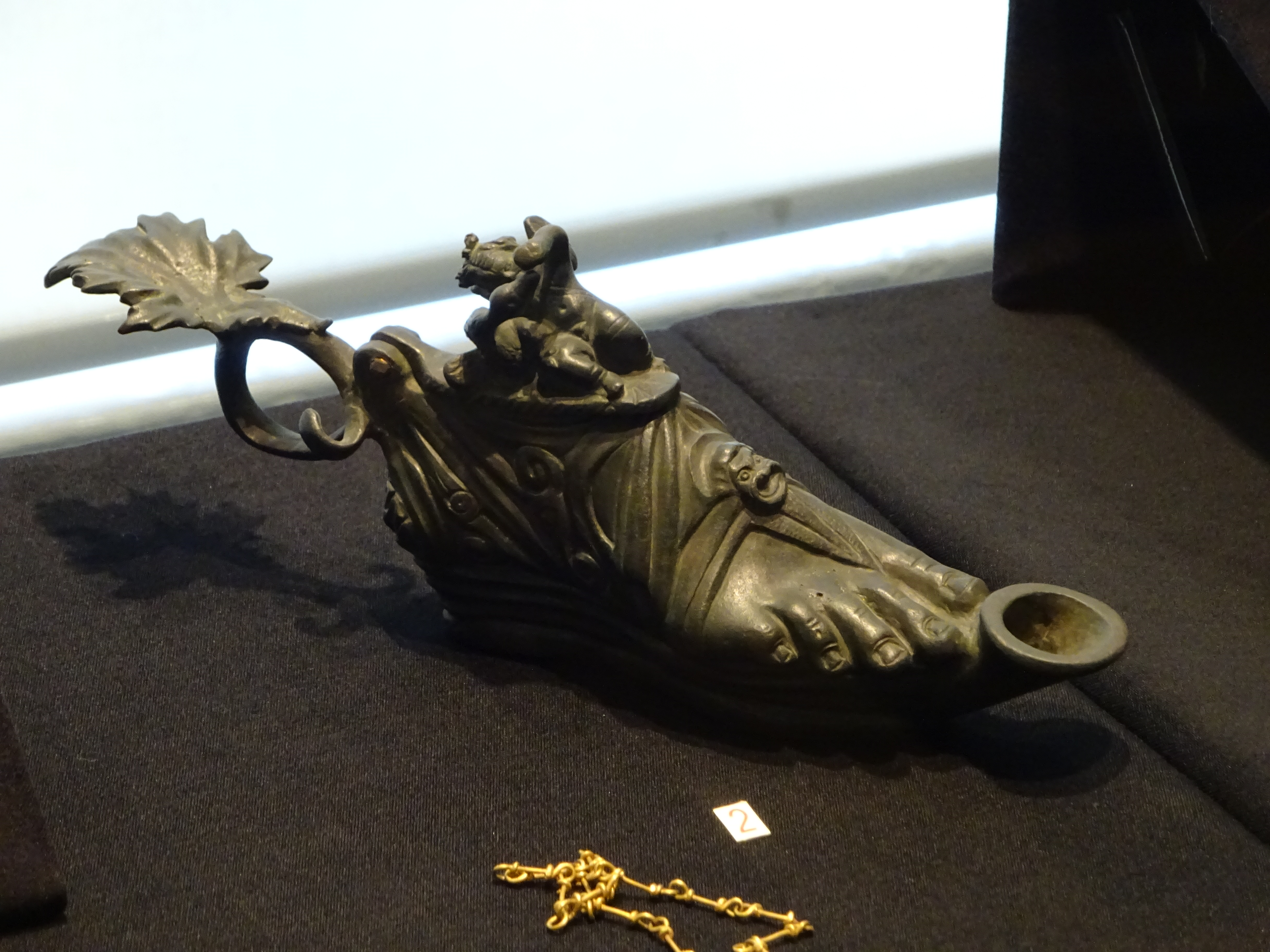
Lámpara de bronce, s. I adC
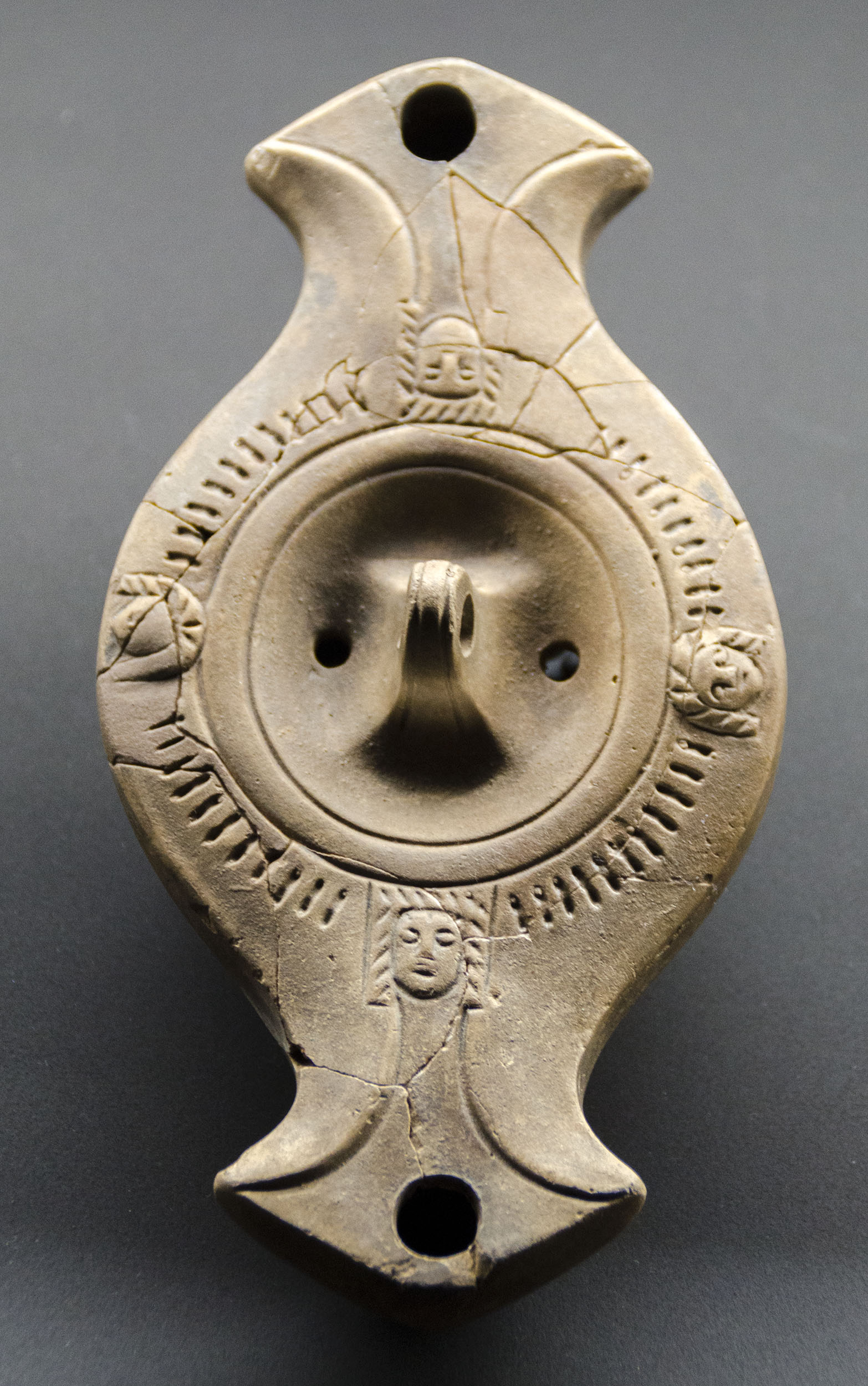
Lucerna de Lucentum, s. II

### A partir de la Edad Media

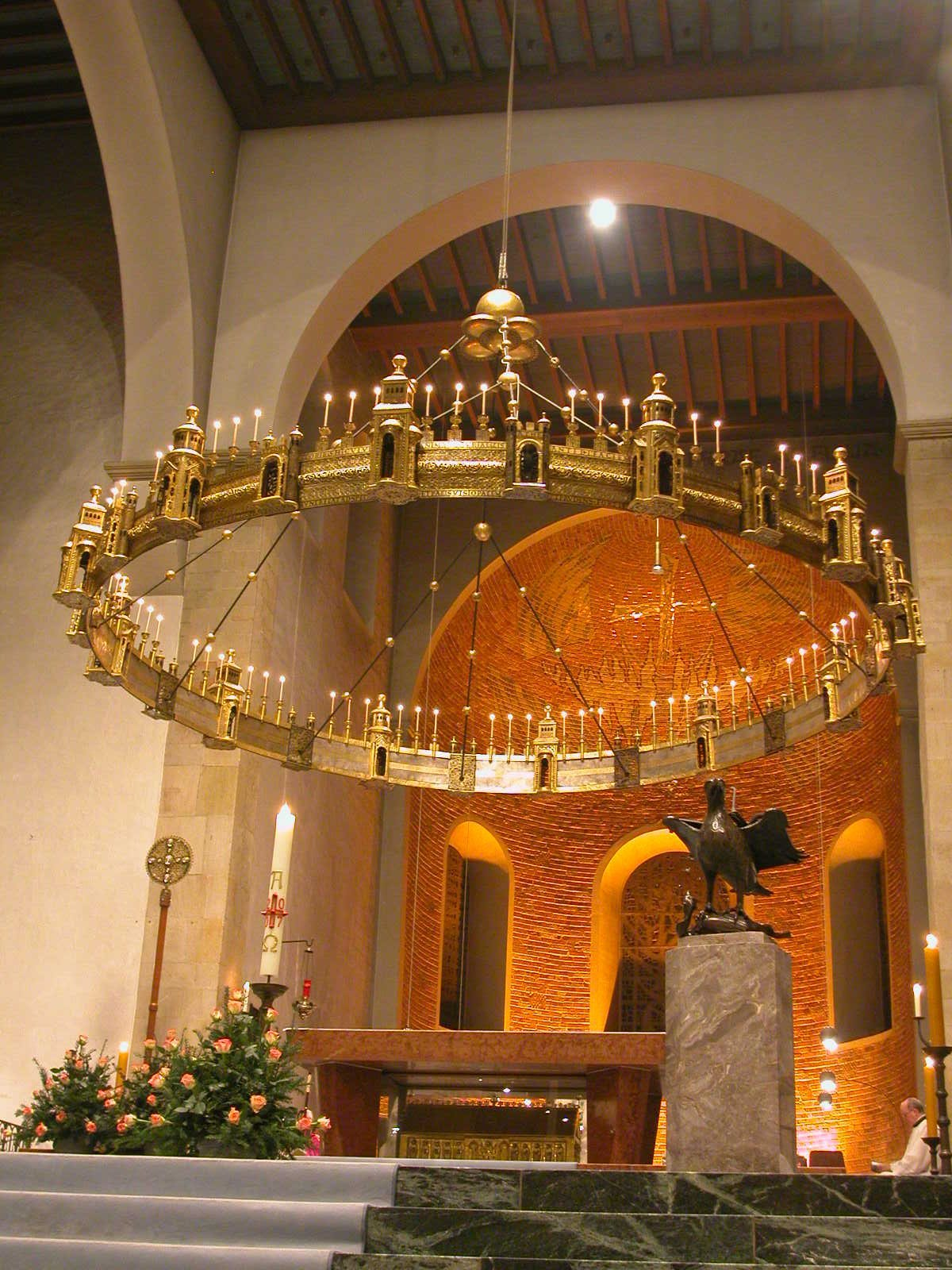
Candelabro de Hettilo en la Catedral de Hildesheim.

En la época bizantina se origina la más común, la de mecha flotante. La Iglesia primitiva y sus órdenes monásticas las usaban para estar encendidas permanentemente ante el sagrario, extendiéndose por toda Europa. Consistía en un recipiente de vidrio que se llenaba por debajo de agua, luego aceite sobre el agua y después una mecha de fibra que nadaba sobre el aceite. Desde el siglo X al XIV estuvo reducido su empleo a las iglesias y establecimientos religiosos. El método más usado para la iluminación común era la vela. De las lámparas medievales, parecen ser una derivación las grandes lámparas del Renacimiento que aún hoy figuran en las iglesias: su enorme copa inferior no es más que el desarrollo del platillo que en la Edad Media se ponía debajo del vaso que contiene el aceite.

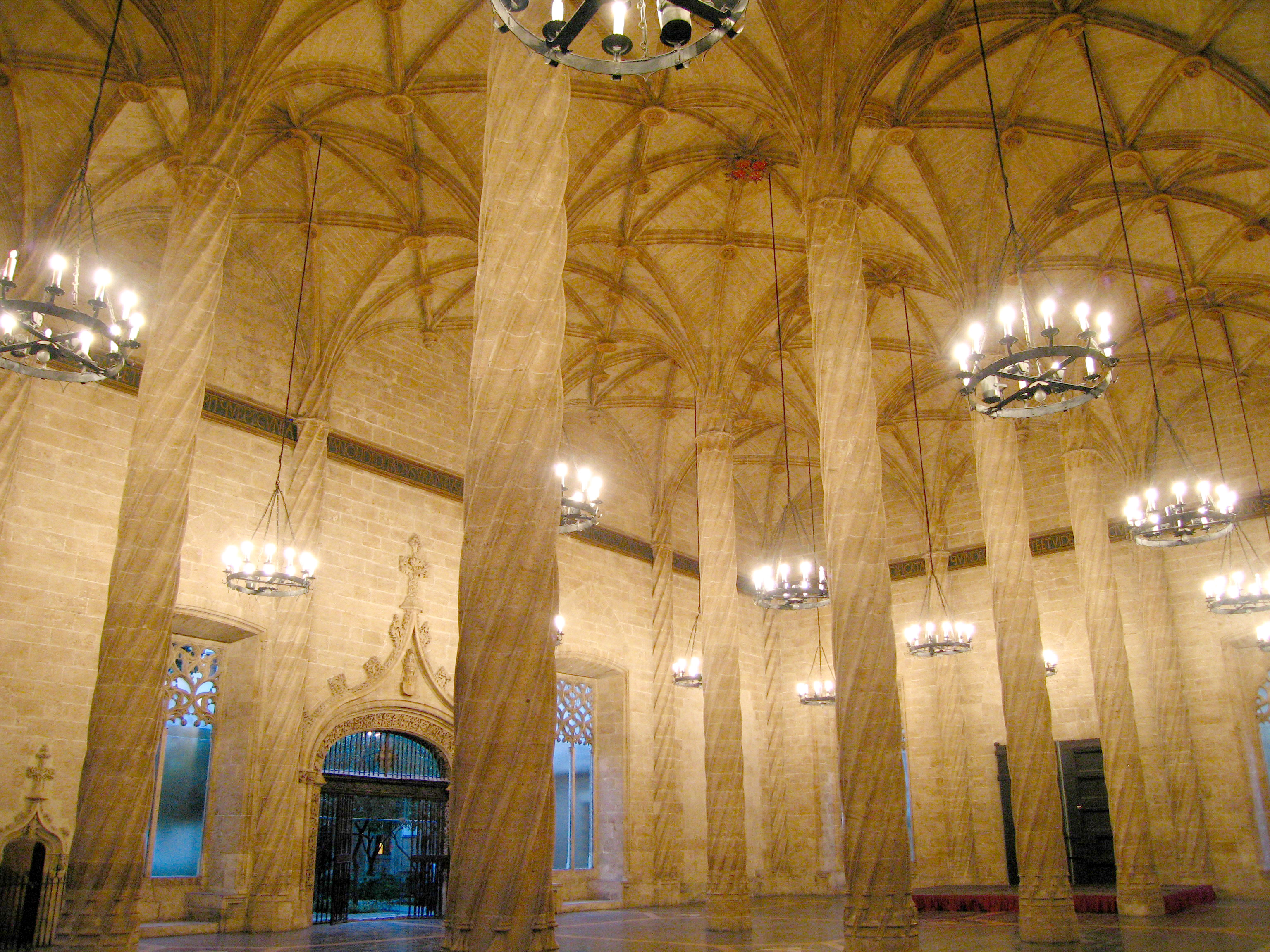
Luminarias eléctricas con un diseño inspirado en los candelabros circulares. Sala de columnas de la Lonja de la Seda. Valencia.

Las coronas luminosas empezaron a usarse en las catacumbas desde el Siglo IV y consistían al principio en aros suspendidos horizontalmente o montados en un pie esbelto, sobre los que se colocaban lucernas o velas. Se fueron complicando después y en el Siglo XI tuvieron su más grandiosa expresión en las célebres coronas de las iglesias de Hildesheim y de Reims (la de esta última, desaparecida) entre muchas otras.
Derivaciones de ellas son las arañas que en la Edad Media consistían en brazos cruzados horizontalmente o radiantes y suspendidos y en la época gótica se componían de brazos de bronce o de hierro cargados de adornos sobre todo en los siglos XV y XVI de modo que soportasen una gran cantidad de velas. Con el siglo XVIII empiezan las arañas fastuosas adornadas con numerosos colgantes de vidrio que en las más ricas llegan a ser de cristal de roca. Los vidrios de la araña tenían la misión de reflejar e irisar la luz, dando gran cantidad de matices y la sensación de aumentar la luz total emitida por las velas.
Poco cambiaron las lámparas hasta la invención del quinqué (o lámpara de Argand) por Argand, en 1780, y más tarde, la lámpara de queroseno, construida por un científico, Ignacy Lukasiewicz, en el año 1856.

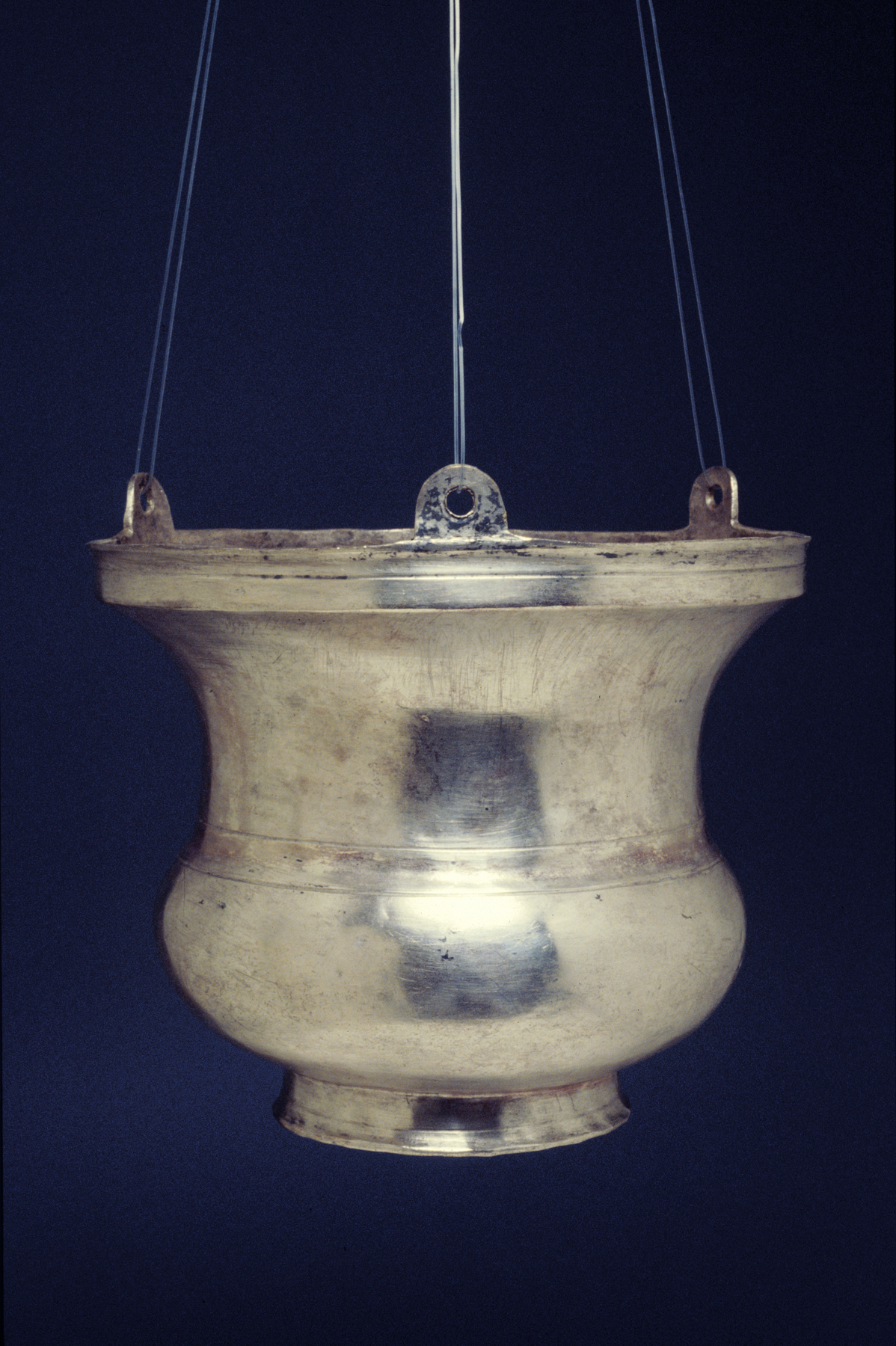
Lámpara bizantina del s. VII
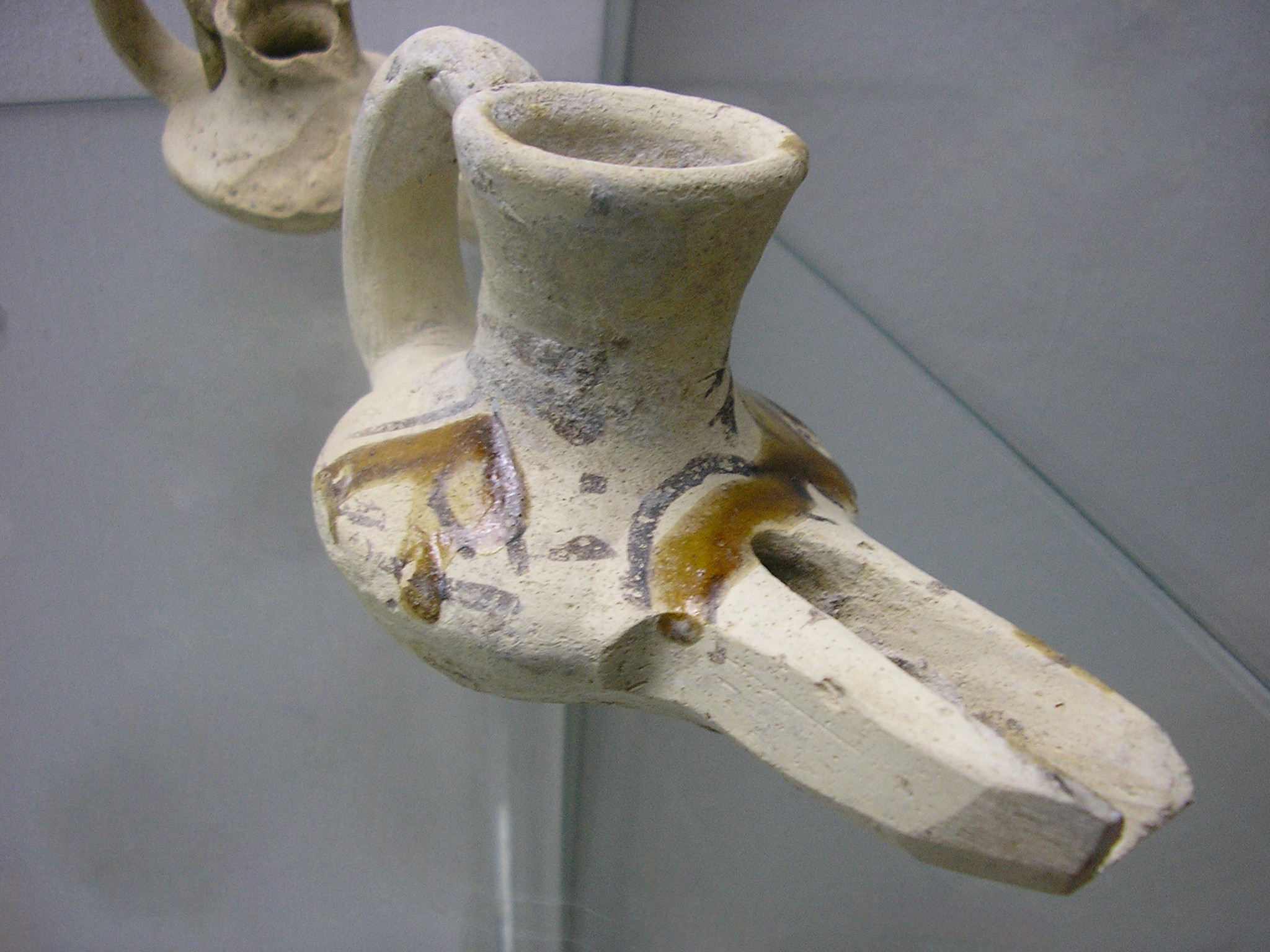
Candil árabe, s. XI aprox.
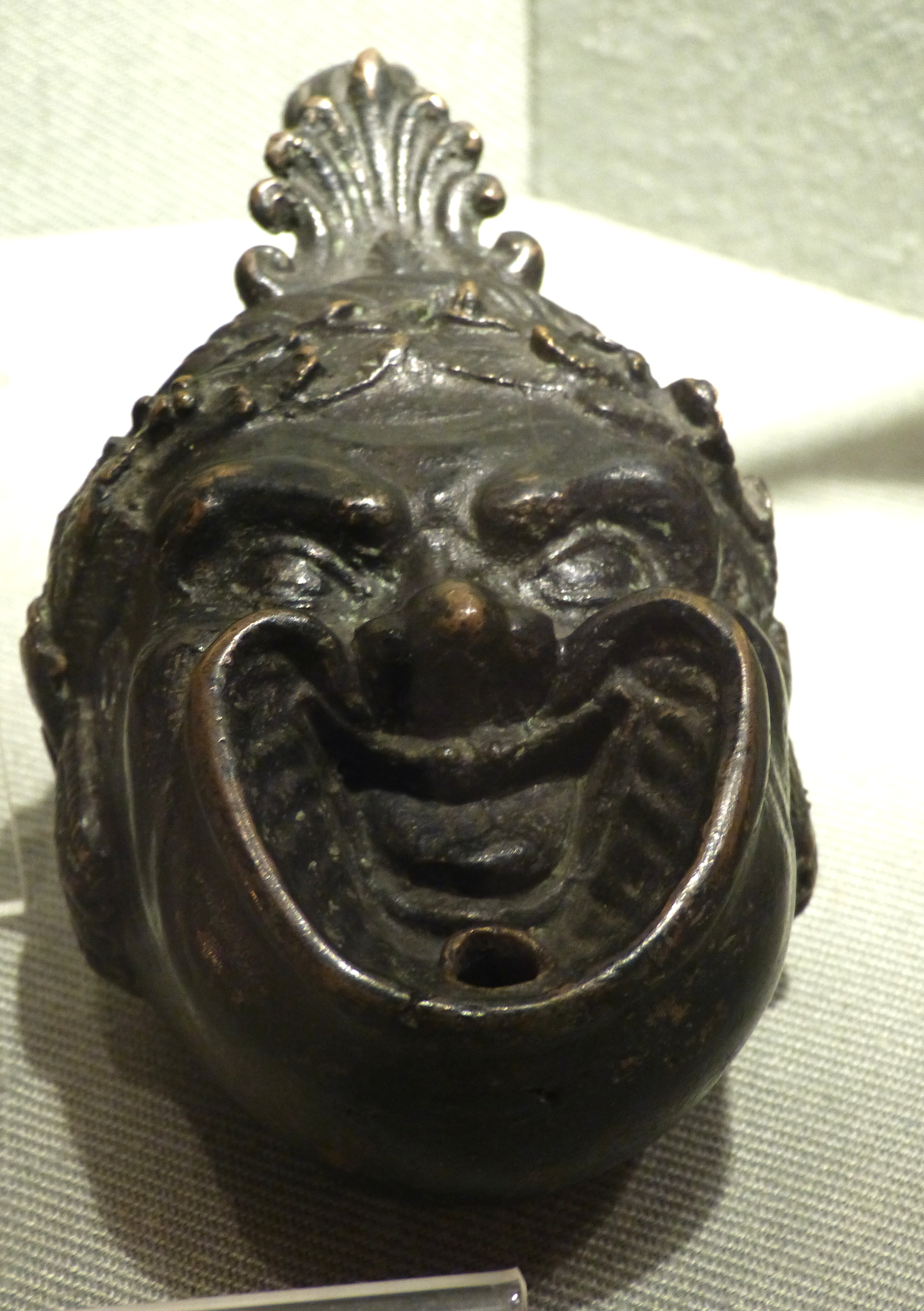
Lámpara de bronce, s. XVI
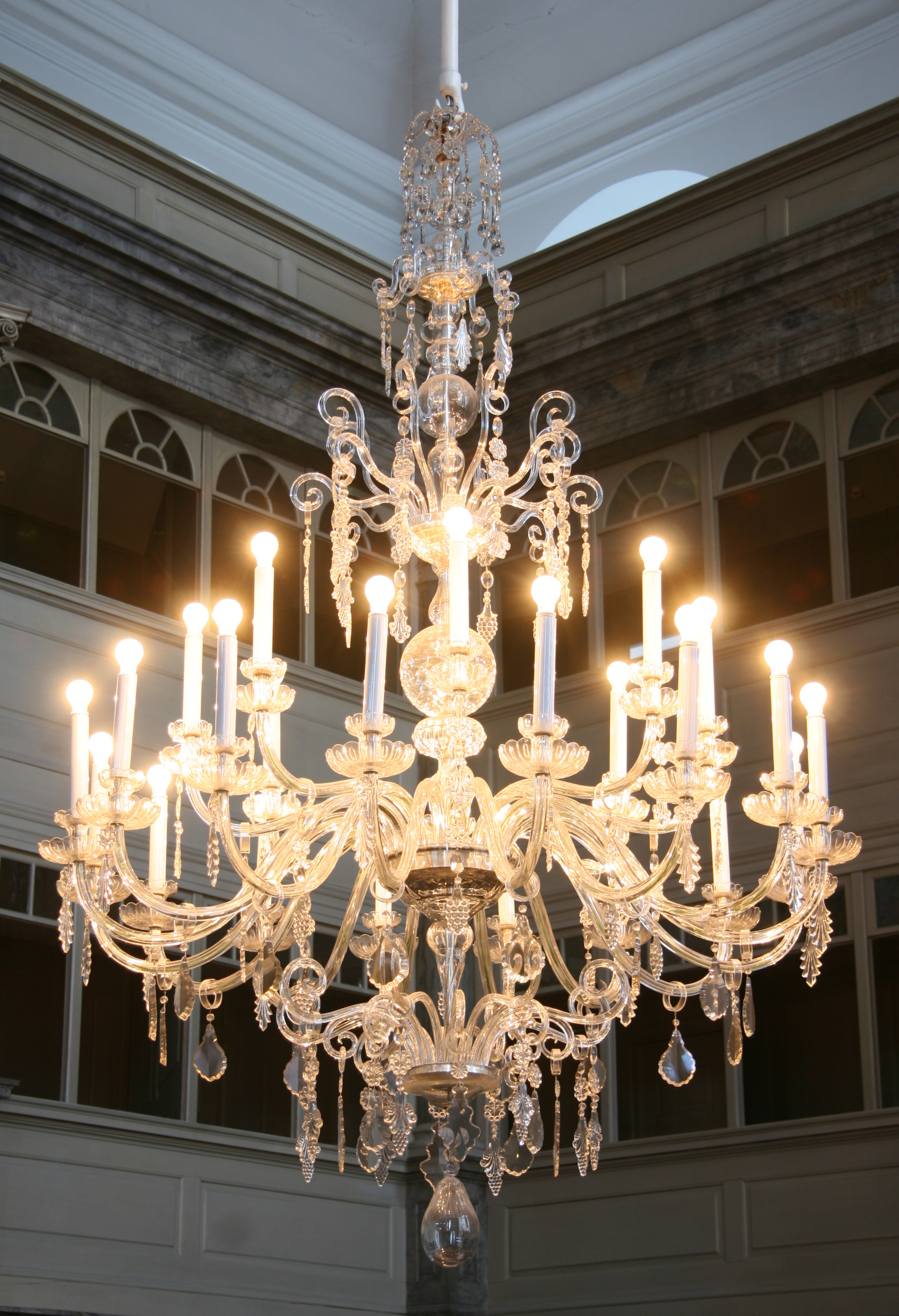
Araña
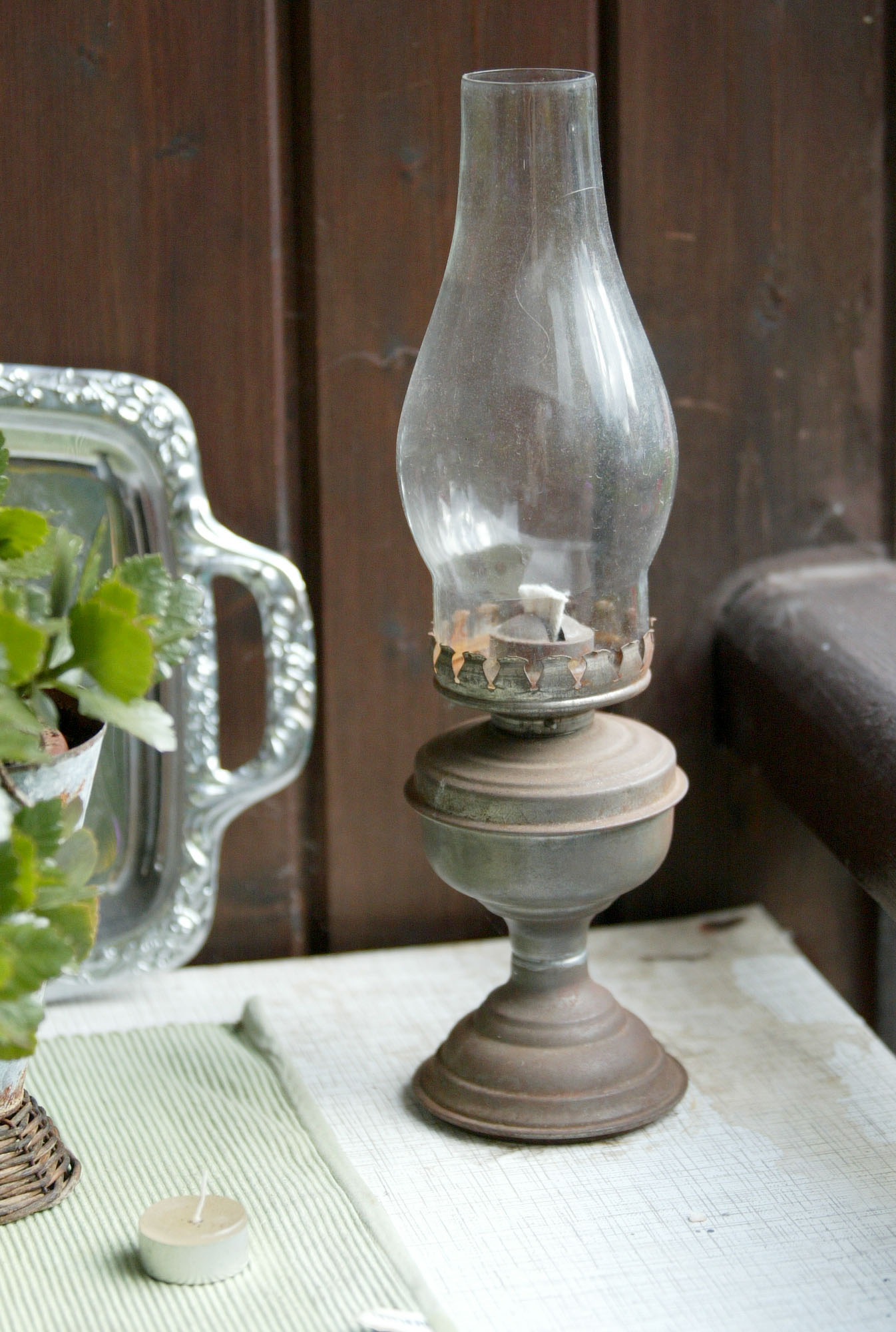
Quinqué
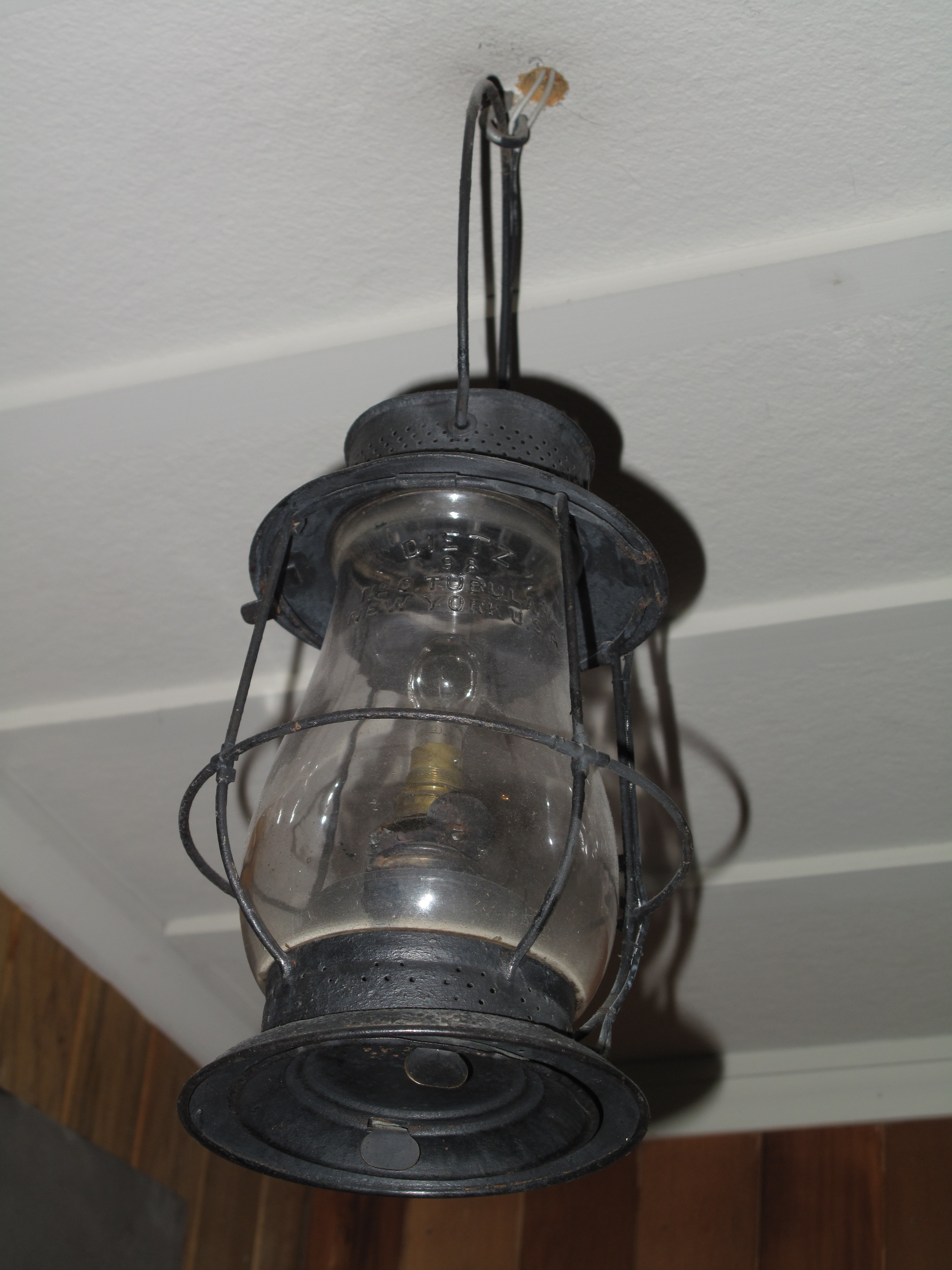
Lámpara de queroseno
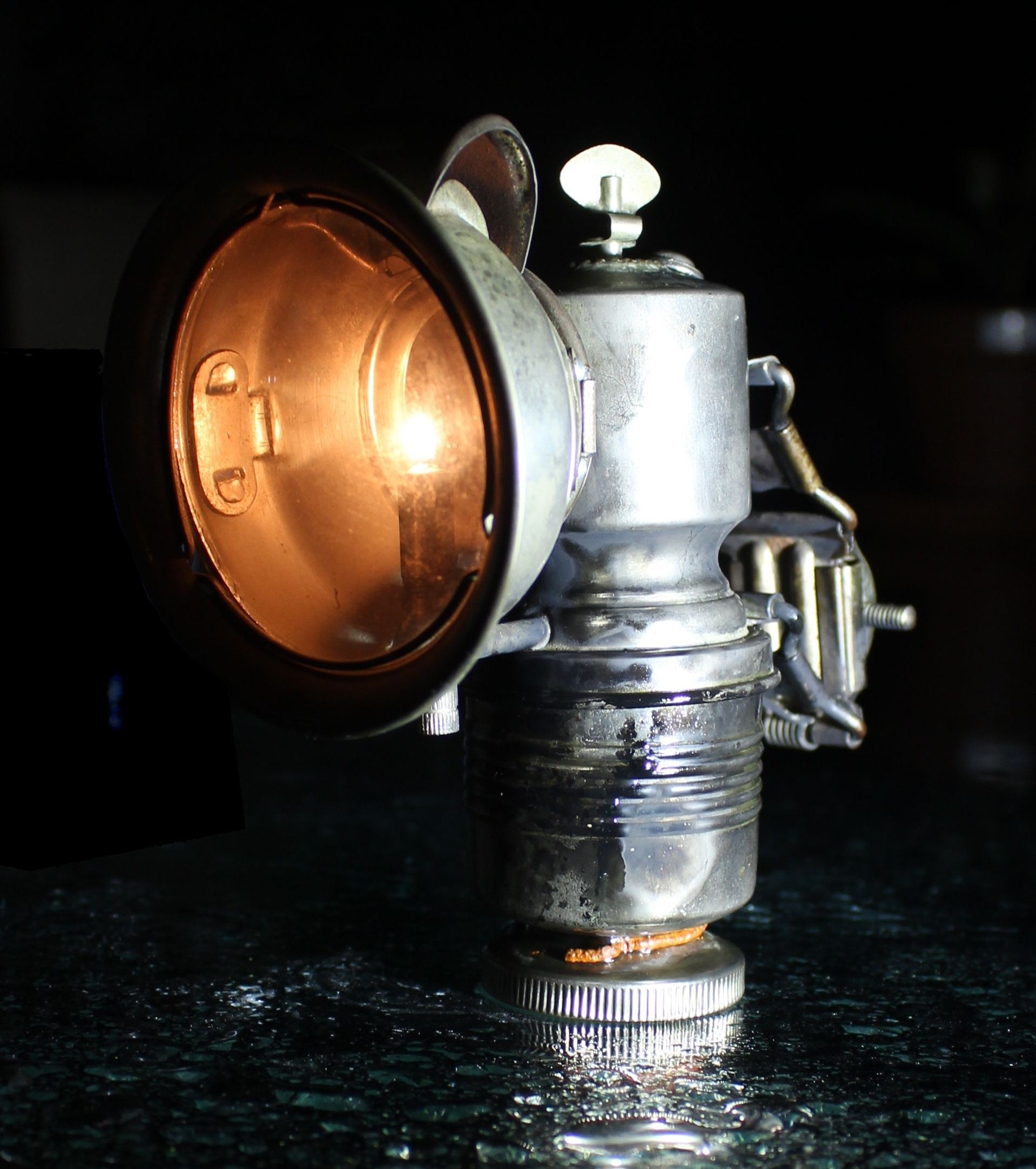
Candil

### En la actualidad
Desde la invención de la lámpara-luminaria o lámpara de incandescencia, la electricidad es casi la única energía empleada en la iluminación y, por lo tanto, también en las lámparas y luminarias. El desarrollo de técnica de iluminación, además ha puesto en el mercado una serie de nuevas lámparas como las de descarga, el tubo fluorescente y sus derivadas, las compactas, o las led, que consumen menos energía para el mismo flujo luminoso, hasta el punto de que en muchos países se ha prohibido la fabricación de las incandescentes.

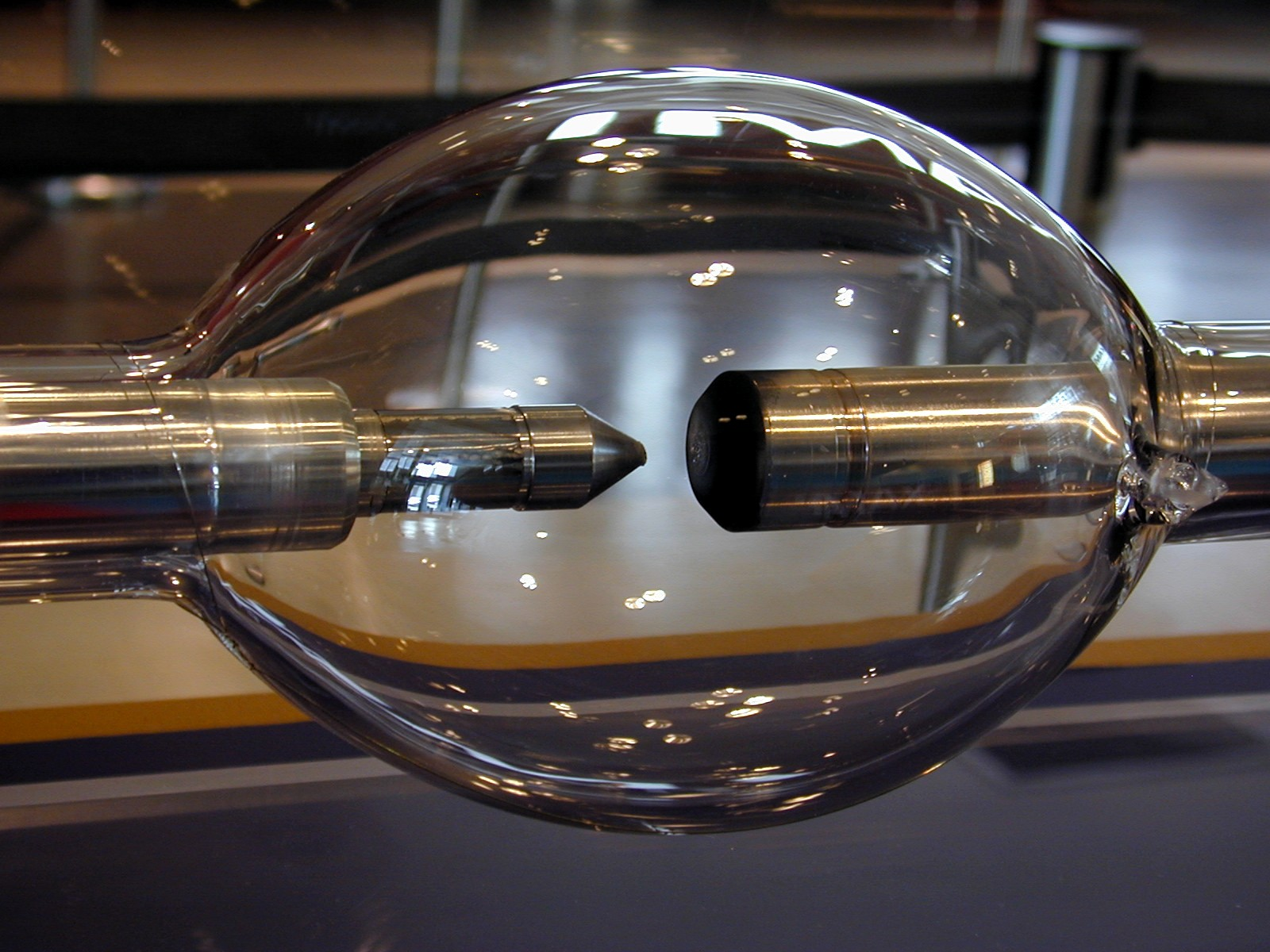
Lámpara de arco de xenón
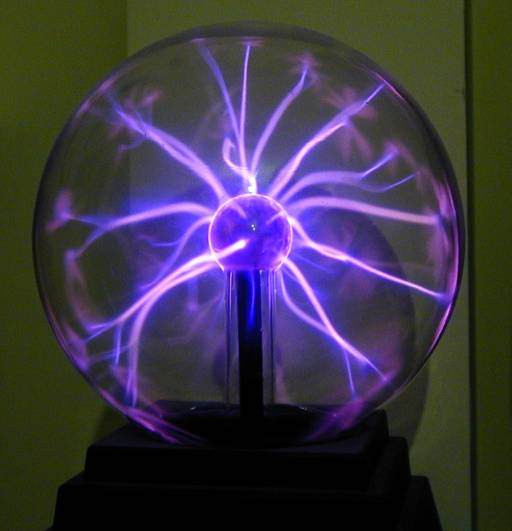
Lámpara de plasma
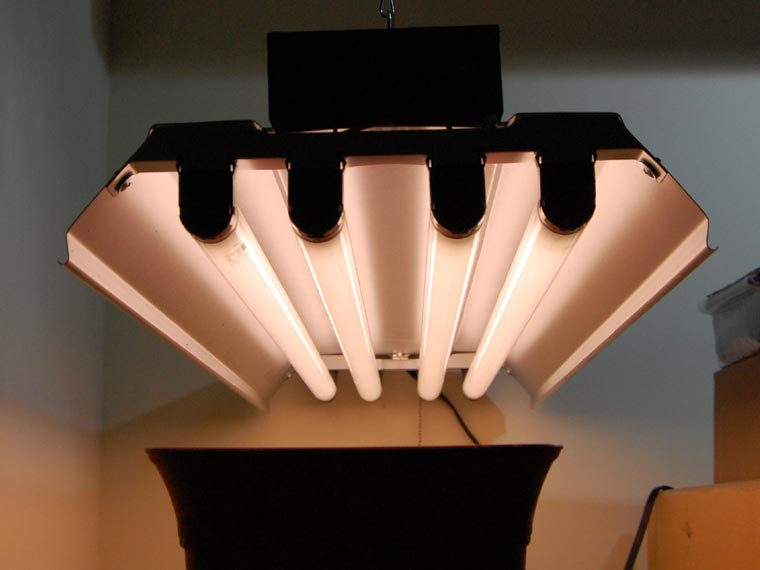
Lámpara de tubos fluorescentes
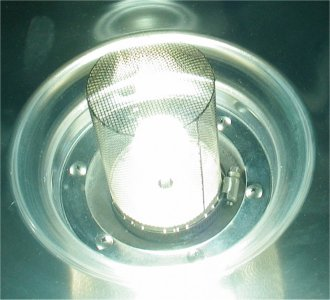
Lámpara de sulfuro
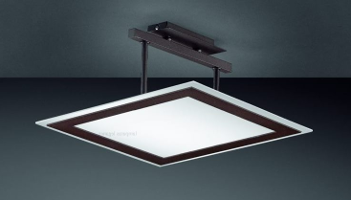
Semiplafón led

## Tipos de combustible

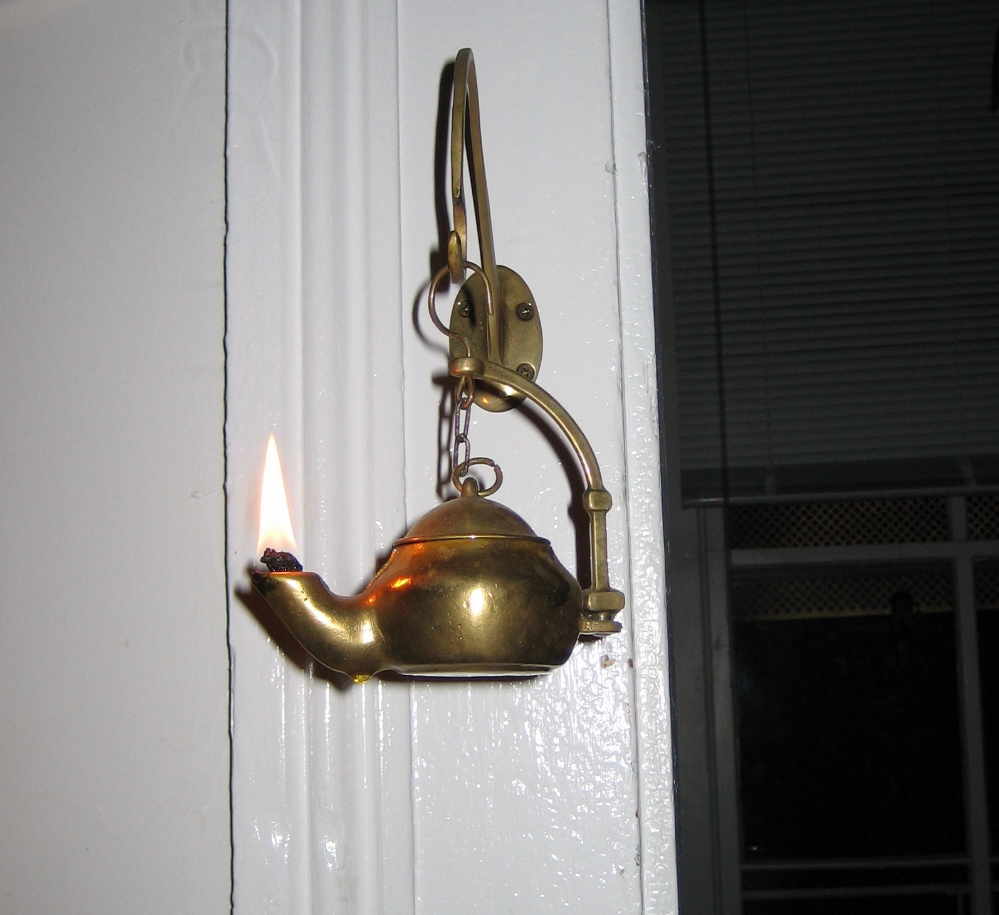
Lámpara de aceite.

Hasta el siglo XIX, los combustibles más usados para lámparas variaban según la región, pues, como es lógico, se empleaban los más fáciles de encontrar, como la grasa de manteca de cerdo, el benceno, el canfeno, el aceite de colza, aceite de ricino y, en la zona mediterránea, el aceite de oliva.
En 1830, Reichenbach y el Dr. Christison inventaron el queroseno. Hacia 1870 la lámpara de petróleo o queroseno era casi de uso universal. En 1890 la mayoría de las ciudades tenían ya luz de gas y con la invención de la bombilla eléctrica, en el siglo XX se modificó la iluminación de todos los pueblos.

## Tipos de lámparas
Por su forma, se pueden distinguir:

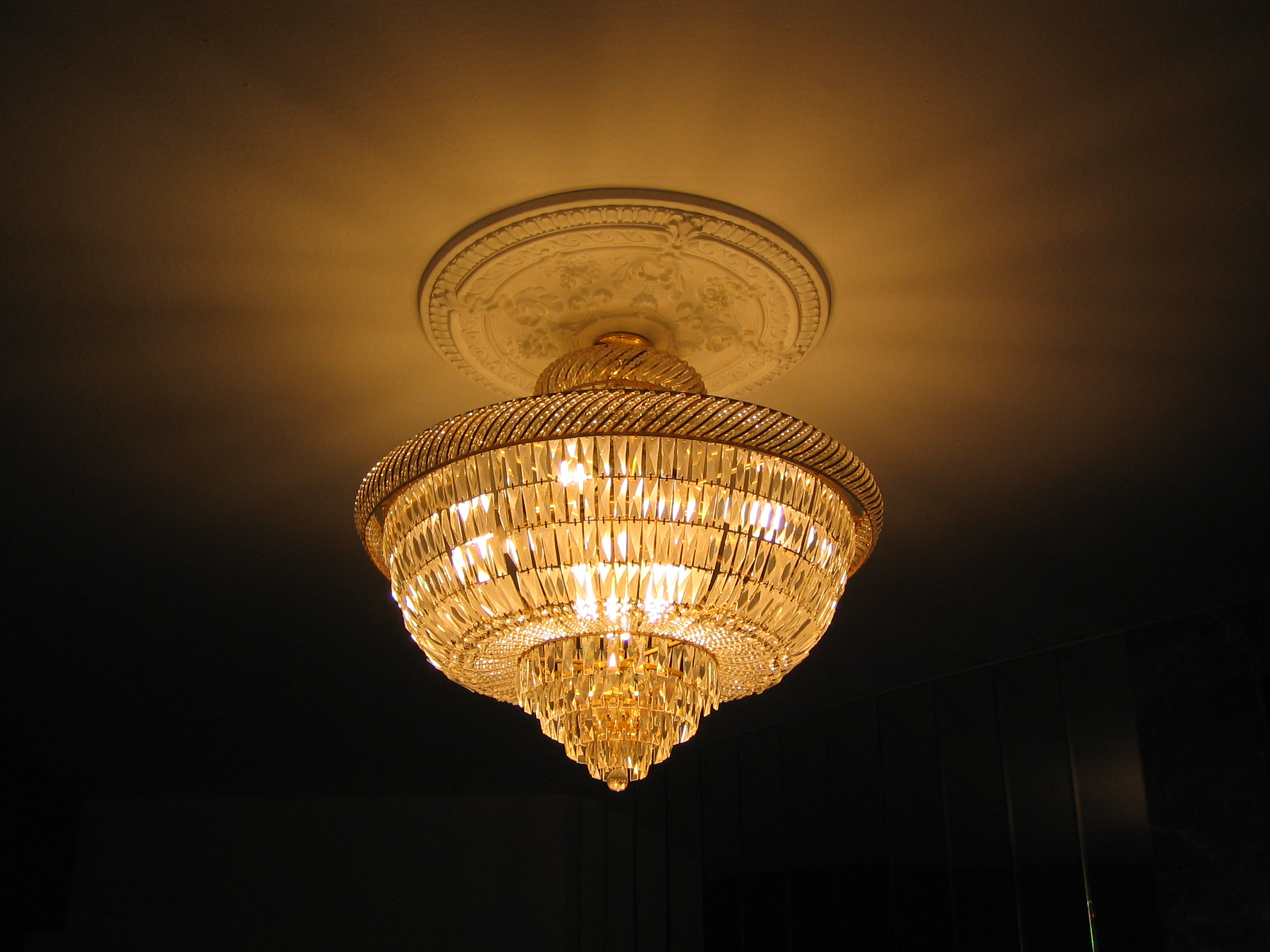
Luminaria de techo.

- lámparas de pie, las que se apoyan en el suelo. Esperanto Neérlandes Serbían
- lámparas de mesa, aquellas que se sitúan sobre mesas.
- lámparas de techo, las que se cuelgan de lo alto.

Las lámparas actuales van conectadas a la red eléctrica y constan de las siguientes partes:
- pie o báculo, y brazo, los elementos sustentantes;
- pantalla o tulipa, de material traslúcido que difumina la luz y protege la vista de la iluminación intensa;
- bombilla, que en número variable proporcionan la iluminación.
- clavija
- conductor eléctrico

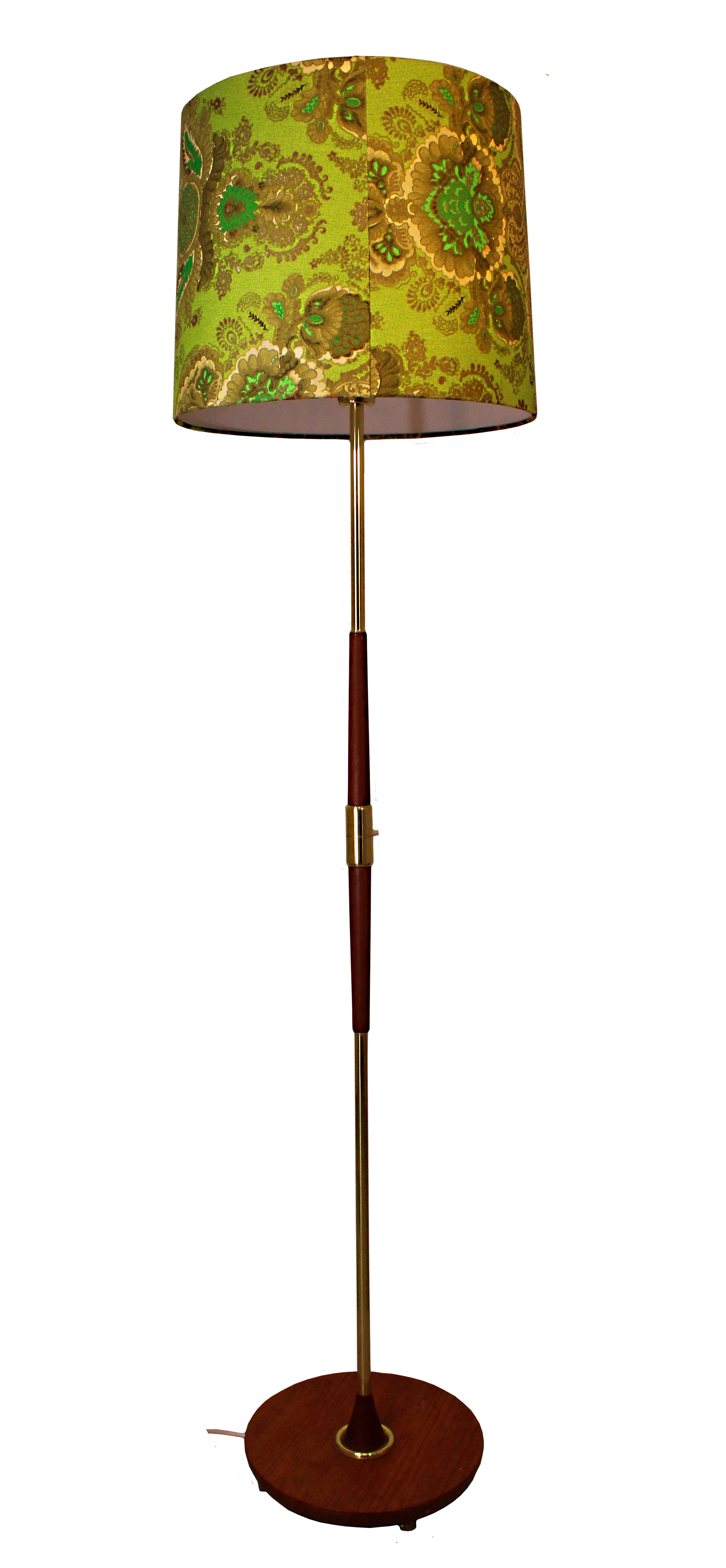
Lámpara de pie
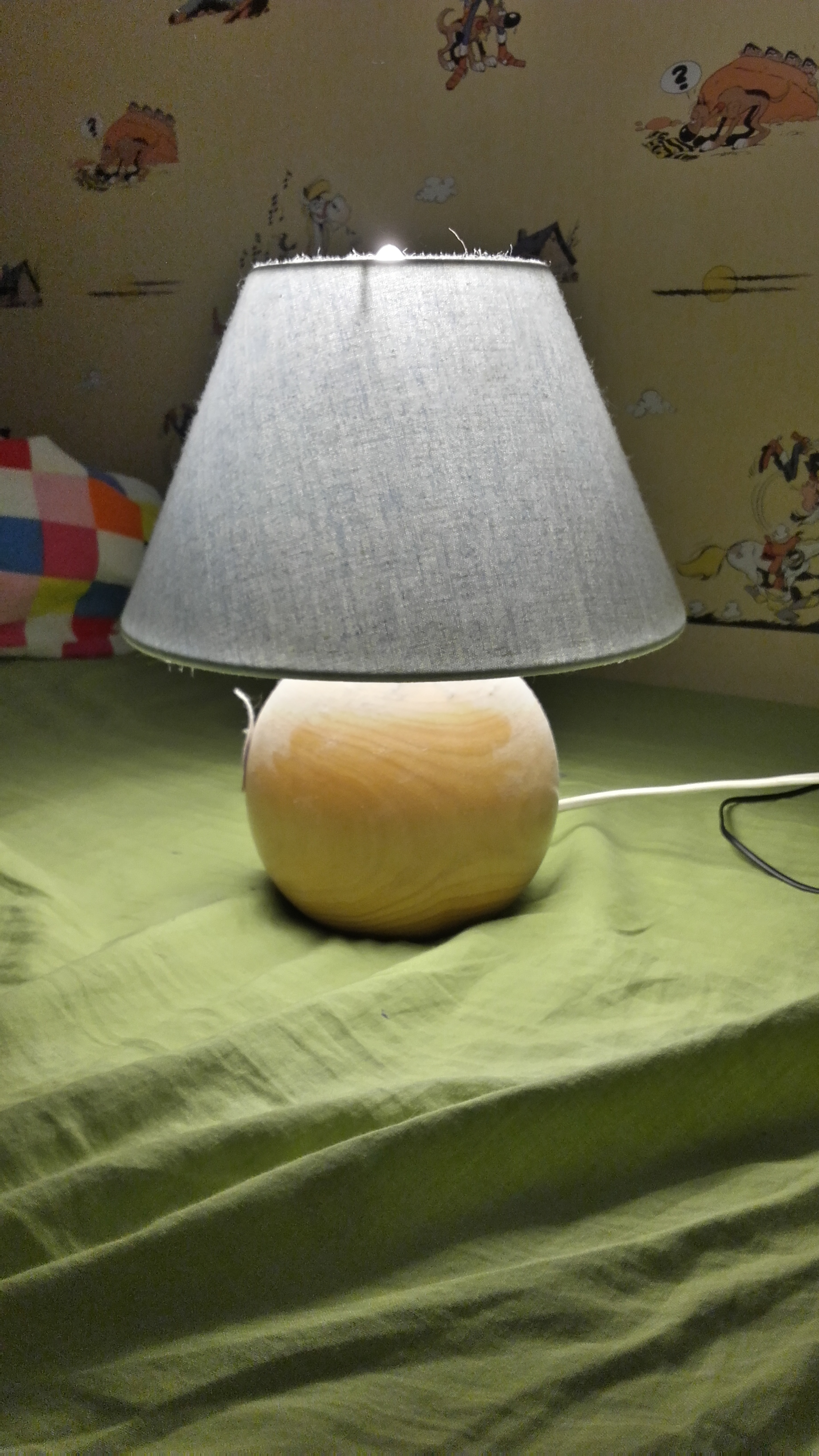
Lámpara de mesa
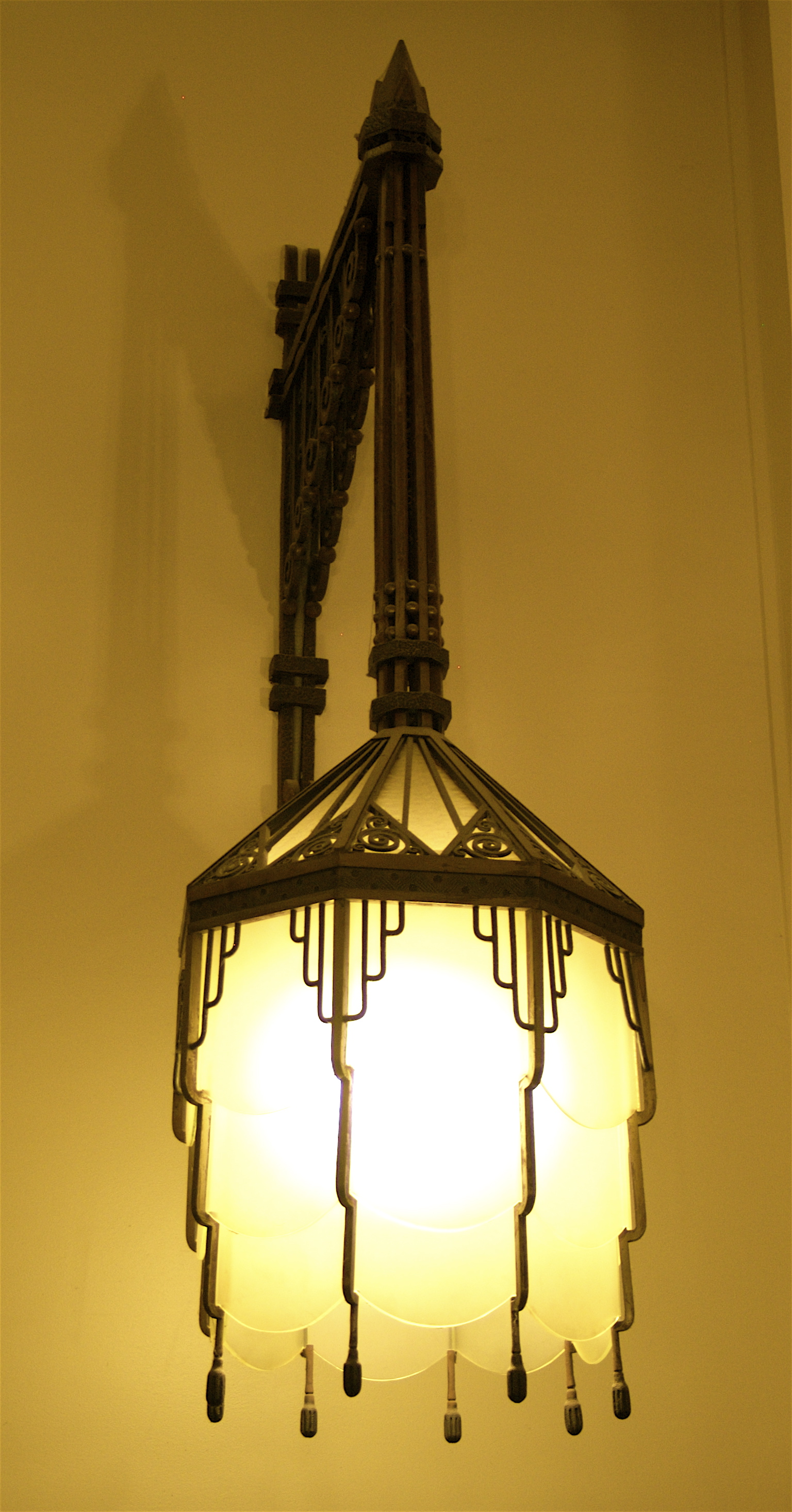
Lámpara de pared
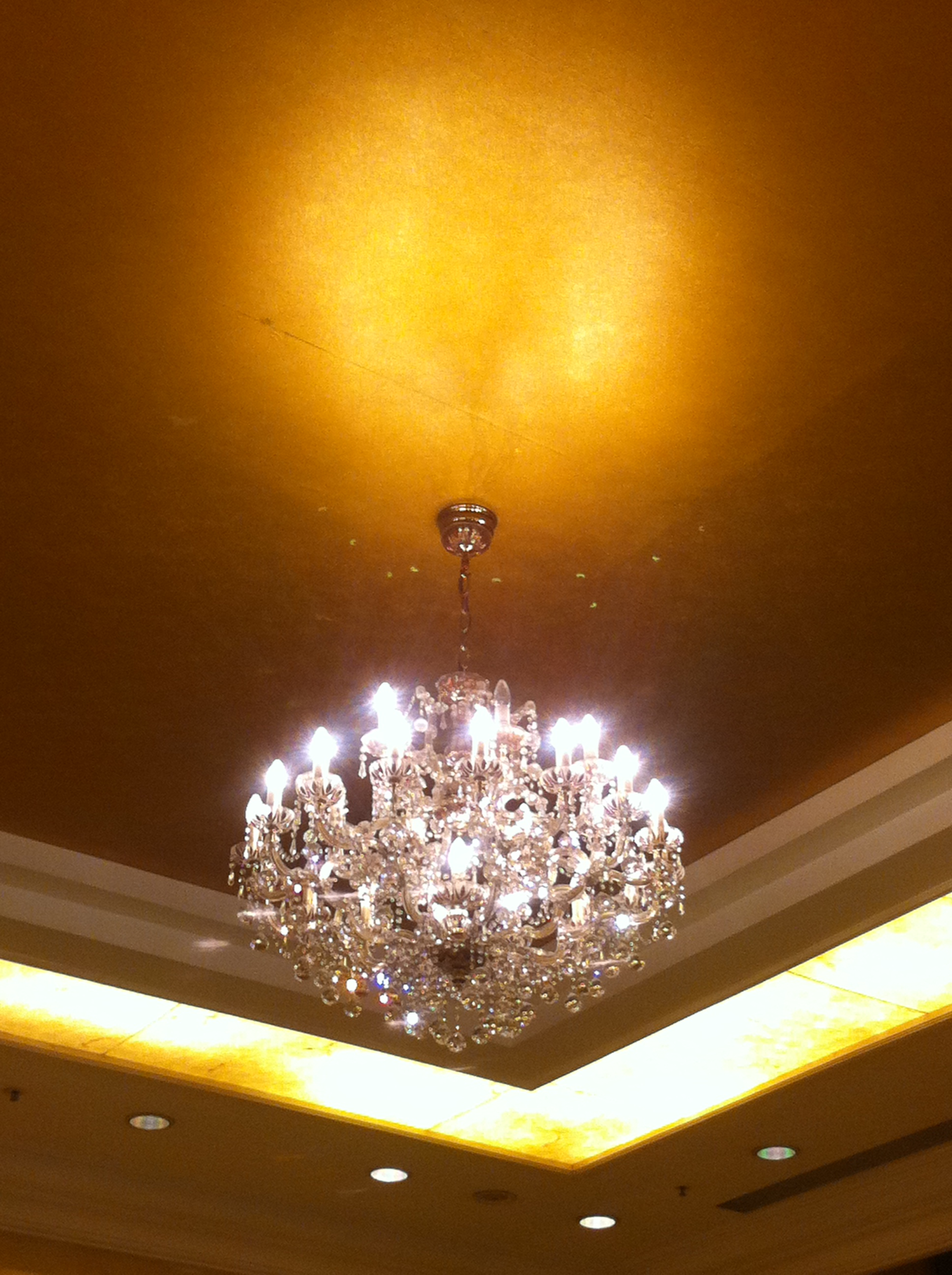
Lámpara de techo
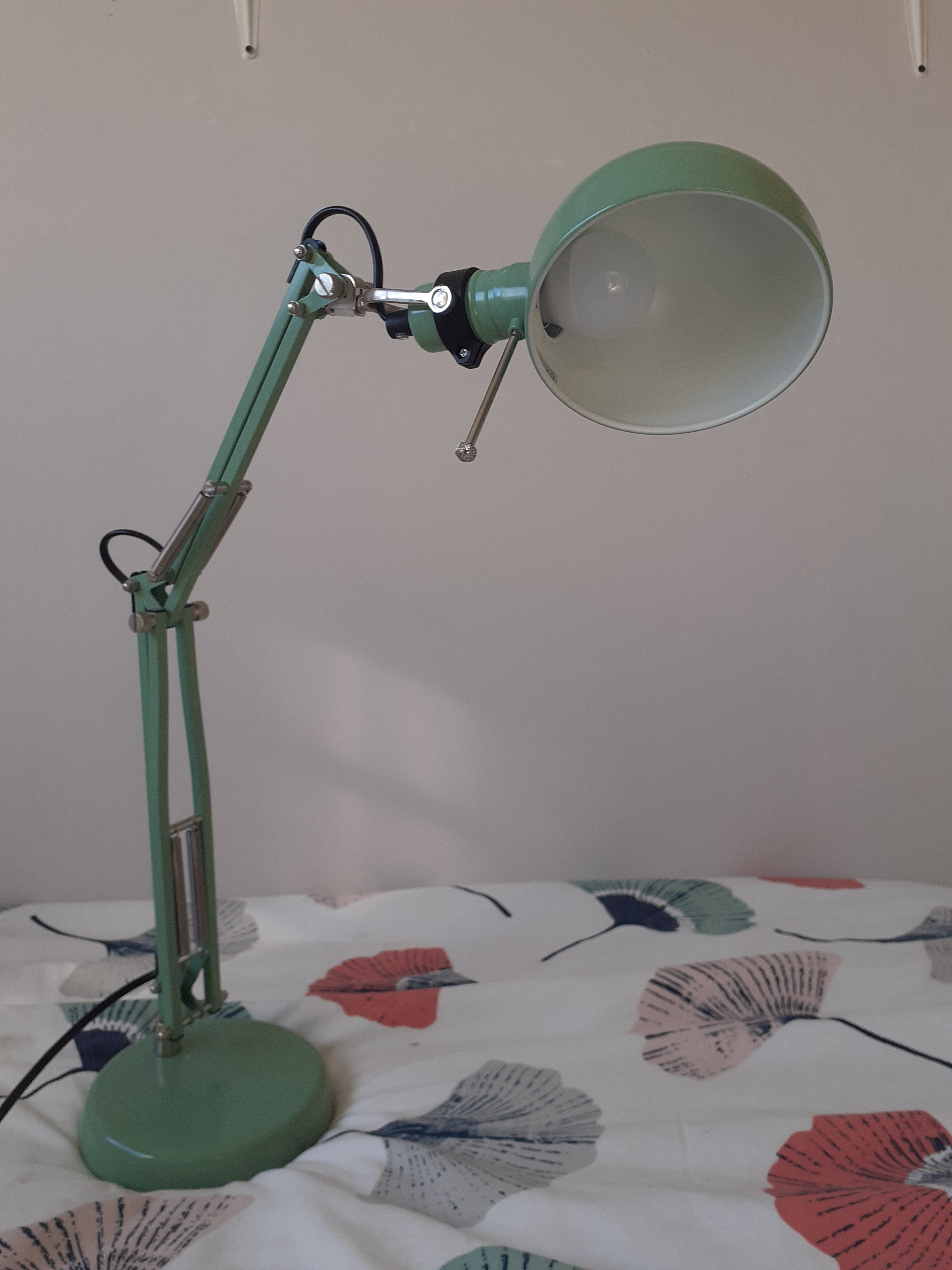
flexo